# Spoorbaanpoort

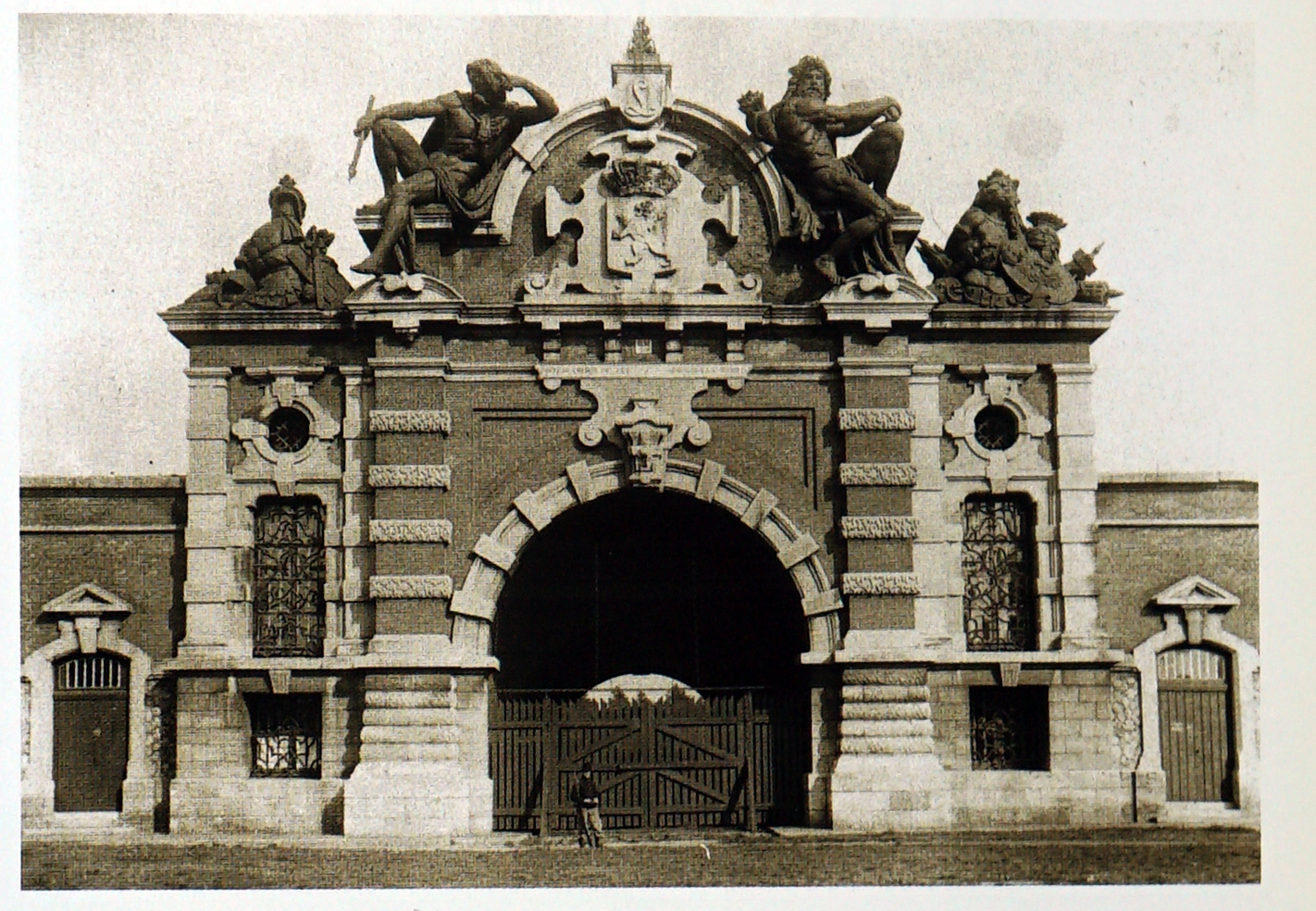
Foto van de poort

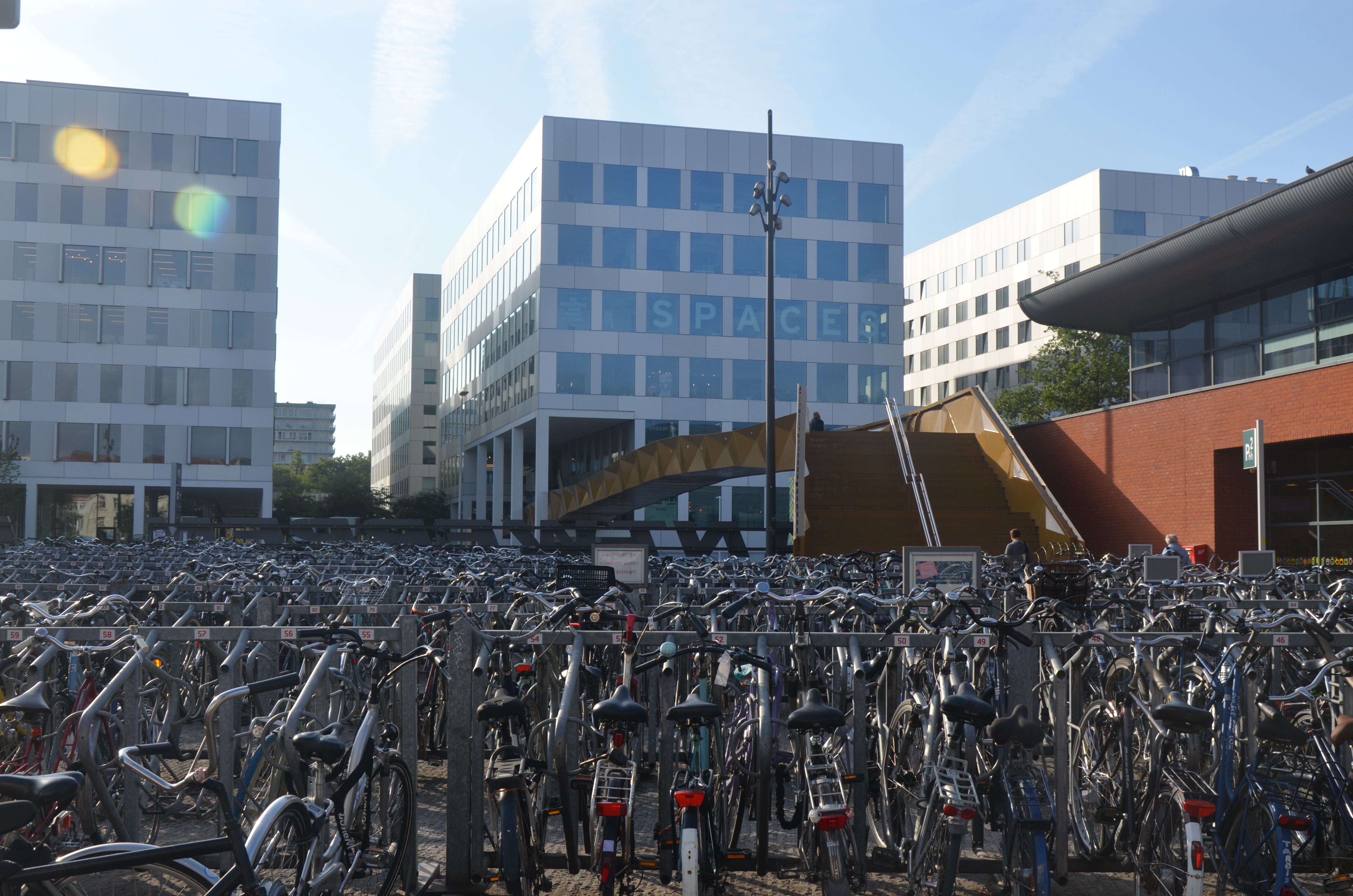
Huidige locatie Spoorbaanpoort te Berchem-Antwerpen

De Spoorbaanpoort (niet te verwarren met de Spoorwegpoort) was een in 1864 door architect Felix Pauwels ontworpen en onder Brialmont gebouwde en in 1970 gesloopte poort in de Stelling van Antwerpen die in Berchem Zurenborg en het station van Berchem met de Groenenhoek verbond. Zij vormde in haar neobarokke bouwstijl met de Borsbeeksepoort een tweelingpoort. Tussen beide poorten lag de naar de hoek van de fronten 7 en 8 genoemde batterij en kazerne 7/8 alias kazerne Dupont. Op de plaats waar eens de poort stond liggen nu de sporen 1, 2 en 3 van het huidige station Antwerpen-Berchem.

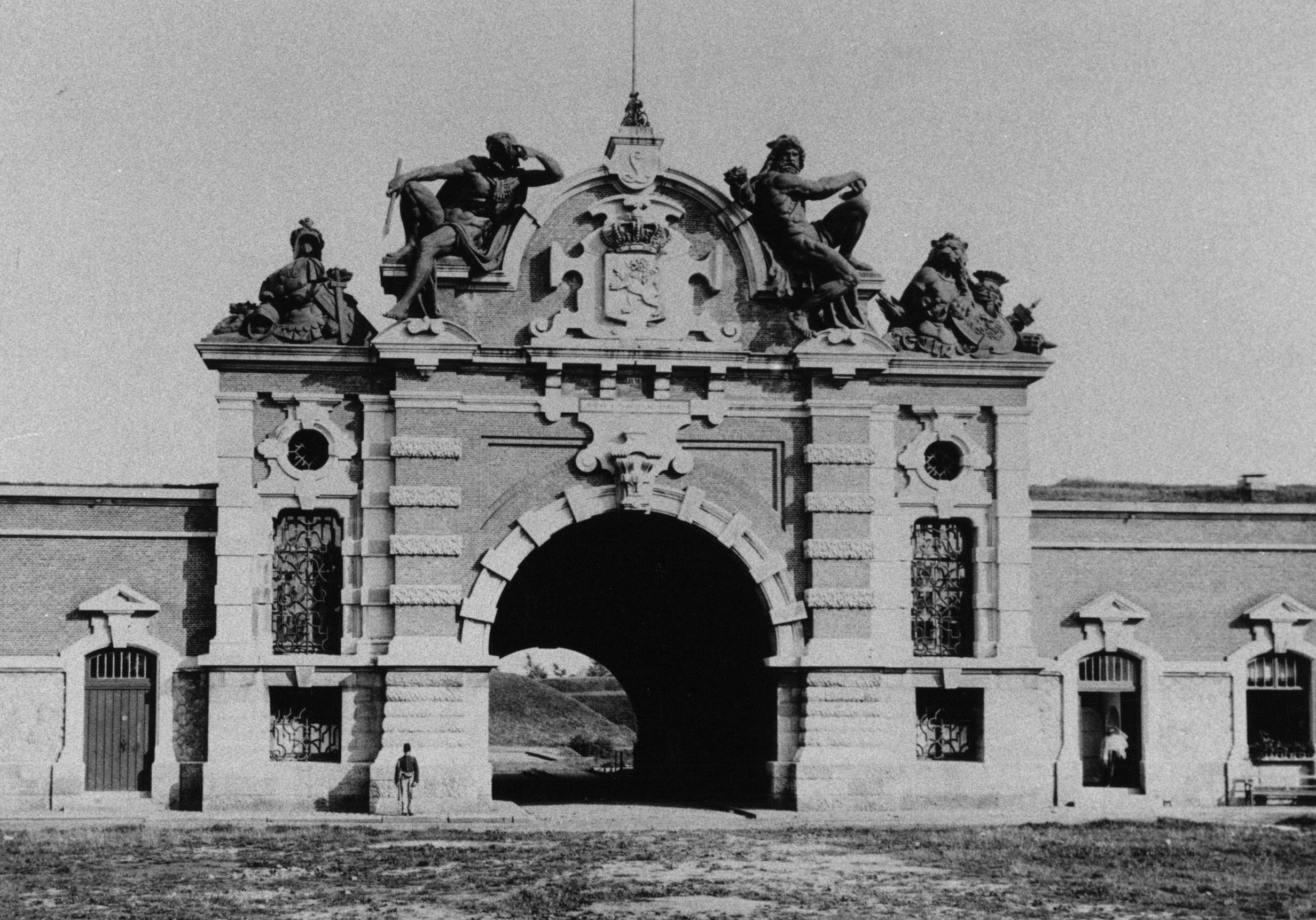
De Spoorbaanpoort (ca. 1900)

Twee monumentale bronzen figuren op de poort toonden helden uit de vaderlandse geschiedenis: links Boduognatos door Armand Cattier en rechts Ambiorix door Félix Bouré. De bronzen beelden werden tijdens de Duitse bezetting in 1914-1918 geroofd. Een beschadigde gipsen versie van Bouré's werk wordt bewaard in de reserve van het Museum van Elsene.
De Mechelsepoort en Spoorbaanpoort waren meer opulent plastisch geornamenteerd dan de overige poorten vanwege hun situering op de destijds twee belangrijkste invalswegen van de vestingstad Antwerpen.
De eerste indruk van Antwerpen als men per spoor de stad binnenreed was de Spoorbaanpoort.
De Mechelsepoort lag langs de toen belangrijkste verbinding over de weg  Brussel-Mechelen-Antwerpen.